# 再版切手
再版切手（さいはんきって　英語：Postage stamp reprint）とは、なんらかの事情により郵政当局自身が郵便切手を再生産した切手である。リプリント切手とも言う。ただし普通切手のように追加印刷されるのが前提のものではなく、印刷が終了した切手を再び印刷するために印刷原版から再生産するため、初版とは明らかに違う切手が完成するために区別が可能になる。

## 概要
再版切手が生じる原因としては次のようなものがある。
1. 切手の図案を変更しないが、増刷するための印刷原版に明らかな相違が生じる場合。具体的には印刷方式の変更（グラビア印刷からオフセット印刷への変更）で、印刷する色や図案に若干相違が生じる。
2. 切手収集家向けに郵政当局が後で再生産した切手。建国間もない中華人民共和国や朝鮮民主主義人民共和国で度々再版切手が発行された。
3. 政府や議会関係者などに贈答品としての再版切手。ただし切手ではなく小型シートのような紙に印刷される場合が多い。

## 具体例

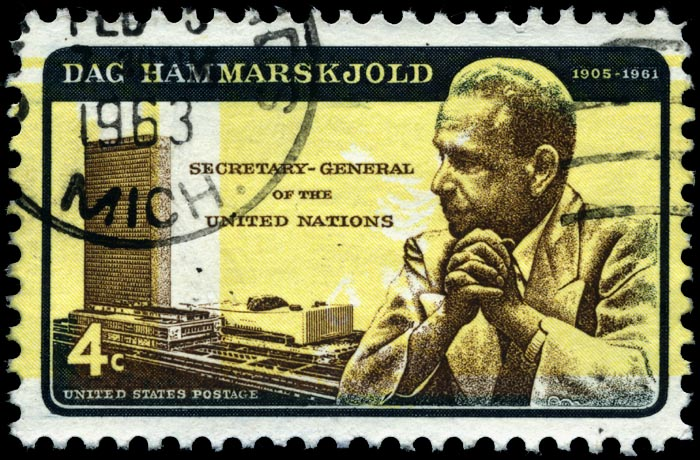
アメリカのエラー切手の再版切手

日本の場合、再版切手としては手彫切手によるものがある。これは当初民間で印刷されていたものが政府管轄となったり、用紙が和紙から洋紙に変更されたことで相違が生じているものである。ただし、再版といわず初期印刷と後期印刷という場合が一般的である。組合せによっては希少性ゆえに非常に高額で取引される場合もある。具体例として1872年に政府印刷の桜切手20銭は未使用が現存せず、使用済はわずかしかないため、2009年2月に開運!なんでも鑑定団に登場した2枚セットは5000万円という高額評価であった。近年、日本郵便が以前発行したふるさと切手を再印刷する「増刷」が行われているが、大半は区別することが困難である。ただし、中には印刷元の相違や印刷方式の変更、さらには連刷切手のうち、一部図案のみを増刷した場合には明らかになる。また2009年4月には以前発行されたふるさと切手をシール式で発行しているが、これは単片になっても目打が異なることから区別は容易である。
中国と北朝鮮で発行された再版切手は、後に外貨獲得のために郵政当局自身が再発行したものである。いずれの場合も再版切手の方が現存数が多いため、評価額は初版よりも下回る。中国の場合、凹版印刷による印刷原版のうち、線画が微妙に違うといった、わずかな相違で再版切手か否かの区別が判明する。しかし北朝鮮の場合、初版切手の印刷が粗雑であったものに対し、元の印刷原版を用いているのではなく、元の切手の図案を再現し比較的良好な切手であることから、明らかに「官製模造」であることがわかる。
近年有名な再版切手としてはアメリカ合衆国郵政省が発行した、コンゴ民主共和国のコンゴ動乱の停戦調停に向かう途中に北ローデシア（現在のザンビア）のエンドーラ で航空事故に遭遇し殉職した国際連合事務総長であったダグ・ハマーショルドの追悼切手がある。この切手には黄色が印刷されていたが、そのなかに反転したエラー切手が出現した。そのため著しいプレミアが付く可能性があったが、郵政当局がこのエラー切手を「再現」した再版切手を新たに4000万枚発行したことがある。
なお、終戦直後に海外に輸出された日本切手の中には、スカシのない用紙に印刷され消印が押されたものがあるが、これは民間会社が無断印刷した偽造品であり注意が必要である。